# ميخائيل بيرلي
ميخائيل بيرلي (بالإنجليزية: Michael Burley)‏ هو رياضي خماسي أمريكي، ولد في 27 يناير 1953 في كولومبوس في الولايات المتحدة.

## وصلات خارجية
- ميخائيل بيرلي على موقع أوليمبيديا (الإنجليزية)